# Гарраф (місто)

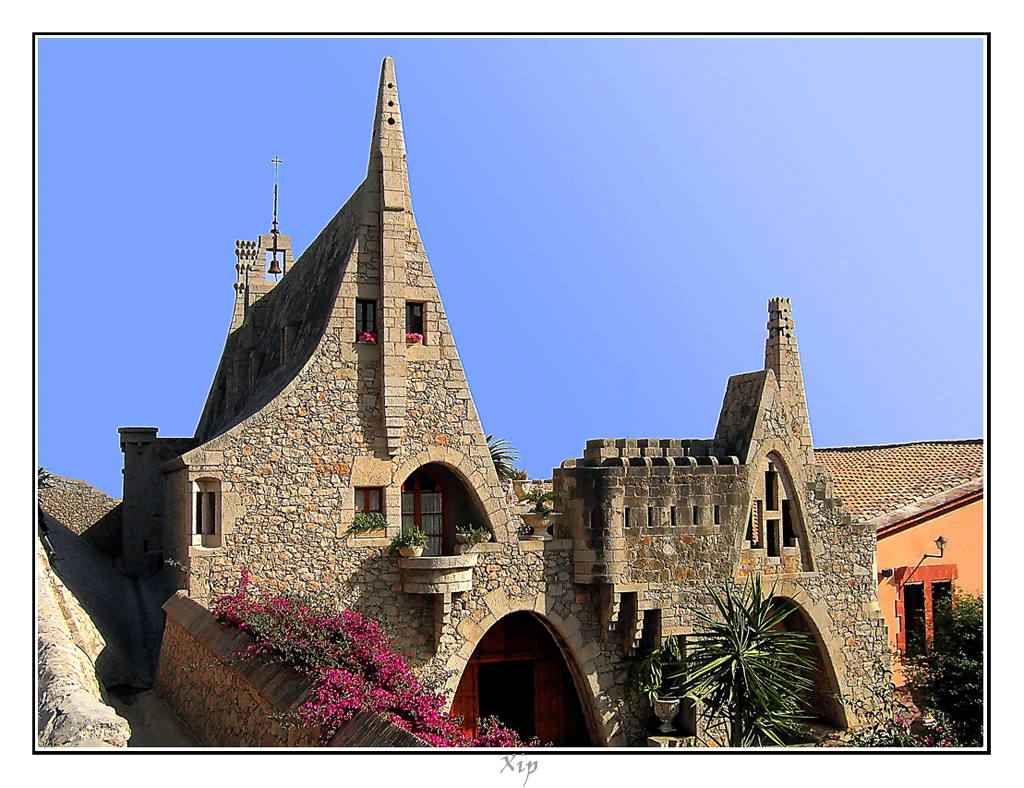
Вид на будинок Celler Güell. Гарраф

Гарраф — невелике приморське село, розташоване між Сіджесом і Кастельдефельсом, у комарці Гарраф, Каталонія, Іспанія, оточене територією природного парку Гарраф. Входить до агломерації міста Барселони.

## Опис
Адміністративно Гарраф належить до муніципалітету Сіджес. Раніше це було невелике рибальське поселення, але воно перетворилося на курорт, влітку його мальовничий пляж заповнений туристами. Тут також є невелика залізнична станція RENFE, яка сполучає Гарраф з Барселоною.
Гарраф має спортивну пристань (Port del Garraf), яка спочатку була побудована в 1902 році як гавань для вантажних суден, що завантажують камінь із сусідніх вапнякових кар'єрів.
У Гаррафі є невелика побілена церква, присвячена Діві Марії. Є будинок, відомий як Celler Güell (Виноробня Гуель), який був побудований архітектором Антоніо Гауді. Нині тут розташоване приміщення ресторану.
Село Гарраф є досить мальовничим, оскільки воно розташоване біля підніжжя гірського масиву Гарраф, але кар'єри неподалік можуть означати, що у вітряні дні восени та взимку розноситься багато пилу.

## Транспорт
- Carretera C-31 (Les Costes del Garraf)
- RENFE — Estació de Garraf